# Стеноза бубрежне артерије
Стеноза бубрежне артерије  је сужење великог парног крвног суда у трбушној дупљи (лат. arteria renalis), који кисеоником обогаћеном крвљу снабдева бубреге. Стеноза, која се може јавити на једном или оба бубрега, клинички се карактерише хипертензијом (повишен крвни притисак), а понекад и смањеном функцијом бубрега и атрофијом (смањењем величине бубрега услед закржљалости).
Болест се чешће јавља, код болесника старије животне доби са атеросклерозом (изазваном очвршћавањем зида артерија и стварањем масних накупина-плака, на њиховом унутрашњем зиду), што доводи до сужења унутрашњег промера бубрежне артерије, и смањеног протока крви. 
Хипертензија изазвана стенозом бубрежне артерије означава се као секундарна хипертензија. Јер, за разлику од примарне или есенцијалне (која је најчешћи облик повишеног крвног притиска, без јасно одређеног узрока), она има специфичан узрок.
У неким случајевима, правилна и правовремена дијагностика и лечење стеноза (сужења) бубрежне артерије може смањити или елиминисати потребу за узимање антихипертензивних лекова. 

## Епидемиологија
Морбидитет
У терминалном стадијуму стенозе бубрежних артерија, јавља се у; 
- У 10,5% случајева, тешка оштећења фуфицијенција бубрега због које је неопходна дијализа.[3][4]
- У 25% случајева, инсуфицијенција бубрега код особа старије животне доби.[5][6][7]
- У 2-5% случаја стенозе бубрежних артерија је узрок секундарне артеријске хипертензије.[8]

Присуство атеросклерозе у крвним судовима на периферији, мозгу или срцу, увећава вероватноћу за развој стенозе бубрежних артерија код тих особа. То потврђују докази да се; стенозе бубрежних артерија дијагностикује код око једне трећине пацијената суспектних на срчану артеријску болест, након катетеризације срца.
У 30-40% болесника, са болешћу трбушне аорте или периферних артерија откривена је и стеноза бубрежне артерије. У мултицентричној студији, D.Weber-Mzell открио је да се стеноза бубрежне артерије значајно чешћа јавља код блесника са мултиваскуларном коронарном болешћу него код оних са изолованом (моноваскуларном) болешћу крвних судова.
Пол
Стеноза бубрежних артерија јавља два пута чешће код мушкараца него жена.
Раса
Није установљена значајнија разлика учесталости појаве стеноза бубрежне артерије између белаца и америчких црнаца афричког порекла. 
Животна доб
Стеноза бубрежних артерија, као последица поодмакле атеросклерозе, претежно настаје код особа старије животне доби, док је фимбромускуларне дисплазије, као узрок стенозе бубрежних артерија, значајно чешћи код млађих жена.

## Етиологија
Стеноза бубрежне артерије може настати као акутно или хронично стање. Акутни оклузија је обично једнострана, док хронични оклузија може бити једнострана или обострана. 
Док је акутна стеноза (оклузија) најчешће изазвана тромбоемболијом, хронично сужавање артерија бубрега обично је изазвано атеросклерозом; ређе може бити последица патолошког урастања ткива унутар зида артерије. Овај други узрок, под називом фибромишићна дисплазија, најчешће се јавља код жена свих узраста и млађих старосних група, што не искључује појаву стенозе и у каснијем животном добу.
| Акутно зачепљење (оклузиза-стеноза) бубрежне артерије | Најчешћи узрок акутне стенозе бубрежне артерије је тромбоемболија. Емболус може да настане у срцу као резултат атријалне фибрилације, након инфаркта миокарда (МИ), или из вегетација проистеклих код бактеријско ендокардитиса или из аорте, као као последице атероемболије. Тумор или масна емболија ређе су узроци зачепљења (оклузиза-стеноза) бубрежне артерије. Тромбоза се у бубрежној артерији може јавити и спонтано као последица трауме, ангиопластике, хируршких интервенција, и ангиографије. Такође руптура или дисекција анеуризме бубрежне артерије може изазвати њену акутну оклузију. |
| Хронична прогресивна стеноза бубрежне артерије        | У скоро 90% случајева ова врста стенозе резултат је атеросклерозе, и углавном је билатерална (обострана). Преосталих 10% случајева настају након фибромускуларне дисплазије, која је обично једнострани процес. Атеросклерозом изазван хронична стеноза чешћа је код мушкараца старијих од 50 година и обично је удруженба са атросклерозом на отвору аорте или у проксималномг сегменту бубрежне артерије. Хронично прогресивно стеноза клинички се манифестује након око 10 година од појаве првих знакова атеросклерозе, и праћена је хроничном инсуфицијенцијом и атрофијом бубрега.                 |

### Фактори ризика
Као главни фактори ризика који доводе до исхемијске болести бубрега укључују:
- Старија животна доб
- Бубрежна инсуфицијенција
- Хипертензија
- Шећерна болест
- Ектраренал атеросклероза
- Пушење

## Патофизиологија
Стеноза бубрежне артерије, је једна од многих болести артеријског система, која настаје као последица сужавања (стенозе) или или потпуног зачепљења лумена бубрежне артерије масним наслагама или атеросклеротским плаком. У овом стању, због нарушеног протока крви бубрези не примају довољну количину кисеоника и хранљивих материја, који су им потребни за правилно функционисање. 
Како је регулсција крвног притисака, једна од функција бубрега у овом стању нарушено је лучење хормона који треба да повећа вредност крвног притиска у крвним судовима бубрега и тиме компензује смањени проток крви кроз сужење. Међутим ово стање изазива и системски раст крвног притиска, што последично доприноси даљем, још убрзанијем, развоју атеросклеротског плака у бубрежним артеријама.
Према томе бубрежна хипертензија, настаје као последица хроничне исхемије изазване нарушеним протоком крви у бубрегу у циљу прилагођавања бубрега промене које су израженије у каналном систему бубрега. То прилагођавање доводи до нежељених последица; атрофије паренхима бубрега и редукције ћелија каналног система, атрофије гломеруларног клупчета, тубулосклерозе, неуједначене инфламације и фиброзе, задебљавања и удвајања Боуманове капсуле.
У бројним студијама притиска, који је мерен у бубрежној хипертензији мањи је до 90% у односу на аортни притисак, што је у спрези са значајном количином ослобађаног хормона ренина из оболелог бубрега, мерено у ипсилатералној бубрежној вени. Ово мерење корисно је за проверу функционалног стања бубрега у реноваскуларној стенози, која доводи до хипертензије, јер може послужити као маркер за одређивање успешности примене ангиопластике и уградњу стента.

## Клиничка слика
Најчешће, стеноза бубрежне артерије не изазива никакве специфичне симптоме. У клиничкој слици особа са стенозом бубрежне артерије доминирају
Висок крвни притисак
Око 5% болесника са стенозом бубрежне артерије болује од хипертензије која временом постаје отпорна на лекове.
Главни симптоми карактеристични за висок крвним притисак су; умор, главобоља, вртоглавица, несаница.
Поремећај функције бубрега
Акутна стеноза бубрежне артерије једног или оба бубрега праћена је следећим симптомима; бол у крстима и слабинском делу абдомена, грознице, мучнина, повраћање. У мокраћи је присутна хематурија, која може прећи у анурију, или олигурију, и најчешће је без хипертензије. Након 24 сата од појаве акутне стенозе, настају знаци и симптоми акутног оштећења бубрега. 
Ако је тромбоемболија узрок, акутне стенозе знаци тромбоемболије могу бити присутни и у другим органима.
Хронично прогресивно стеноза доводи до хроничне хипертензије, која почиње у узрасту испод 30 година или изнад 50 година), и најчешће повољно реагује на више антихипертензивних лекове. Знаци и симптоми хроничне болести бубрега најчешће се постепено развијају.
Поремећај функције других органа
Стеноза бубрежних артерија често је удружена с болешћу других артерије, на пример, срчаних артерија. Такође и више од 30% болесника који имају стенозе у другим артеријама такође имају и опструкције бубрежних артерија. Као последица ових промена јадан од честих симптома у клиничкој слици стеноза бубрежне артерије је конгестивна срчана инсуфицијенција.

## Дијагноза[21]
Анамнеза
- Изненадна појава високог крвног притиска код особа млађих од 35 година или старијих од 55, што може указивати на стенозу бубрежне артерије
- Нагло погоршање, претходно добро контролисане хипертензија, веома висок крвни притисак, праћен прогресивном азотемијом, праћена нарушеном функцијом других органа у телу, такође може указивати на стенозу бубрежних артерија.

Лабораторијски тестови
- Биохемијске анализе крви и мокраће, могу указати на азотемију, која се јавља и код пацијената са периферном васкуларном оклузивном болешћу, оклузивном болешћу каротидних или коронарних артерија, и других облика изазваних артериосклерозом.
- Ултарзвучни преглед — омогућава визуелизацију величину бубрега и његових структура, и мери брзину протока крви кроз артерије и бубреге.[22]
- Магнетна резонантна артериографија,[23] и компјутеризована томографска ангиографија — омогућавају увид у стање зидова и лумена крвних судова бубрега, и проток крви кроз њих.[24][25]

## Диференцијална дијагноза
- Акутна повреда бубрега
- Атеросклероза
- Азотемија
- Хронични гломерулонефритис
- Нефропатија.[26]
- Хипертензија
- Малигна хипертензија
- Нефросклероза
- Реноваскуларна хипертензија.
- Уремија

## Терапија
Симптоматска
- Употреба лекова (три или више) за контролу крвног притиска.[27]
- Престанак пушења
- Контрола шећерне болести ако је присутна.
- Контрола холестерола, и по потреби употреба лекова за смањење његове вредности у крви.[28]

Хируршка
Стеноза бубрежне артерије хируршки се лечи код: унилатералне стенозе са инсуфицијенцијом бубрега, код билатералне стенозе, код оклузије главне артерије солитарног бубрега, код стенозе једне или обе главне артерије бубрега са хипертензијом рефракторном на три или више лека, те код стенозе која је већа од 80%.
Најчешће примењиване хируршке методе су; 
- Перкутана транслуминална ангиопластика (ПТА), убацивање балона у сужен артерије (како би се надувавањем балона проширио њихов лумен),[30] а потом уградња стента (еластичне мрежице) унутар бубрежне артерије како би се спречило њено поновно сужење и тиме лумен учинио проходним.[31]
- Премошћавање стенозираног дела крвног суда

## Прогноза
Болест је потенцијално излечива. Међутим код атеросклерозе, као примарног етиолошког фактора, сужавања бубрежне артерије, посебно је важно да се правилно процени функција протока кроз бубрежне артерије, и бубрежних функција, пре свега због могућности паралелене појаве симптома изазваних стенозом крвних судова срца и мозга. Такође код срчано-можданих болести изазваних атеросклерозом, у овим болестима болесници су подложни сужењу бубрежних артерија, са могућим компликацијама насталим услед стенозом изазваног срчаног или можданог удара.
У случају опсежно оштећеног бубрег (код тешког облика стенозе), по правилу, бубрег се хируршки одстрањује, или ако се од хируршке реваскуларизације не очекује опоравак функције бубрега. 
Код атеросклерозом изазване стенозе хируршки захват је обично ефикаснији од ПТА, јер се хипертензија тако може излечити или знатно ублажити у 60 до 70% пацијената. 
ПТА има предност и код фибромишићне хиперплазије; ризик је незнатан, стопа успеха висока, а ниво рестенозирања низак. У случајевима где је ПТА неуспешна, потребно је лечење спровести хируршком реваскуларизацијом (премошћавањем).